# Aenasius nitens
Aenasius nitens är en stekelart som beskrevs av Geoffrey John Kerrich 1967.
Aenasius nitens ingår i släktet Aenasius och familjen sköldlussteklar. Inga underarter finns listade i Catalogue of Life.